# Аксай (рукав)
Акса́й (разг. Акса́йка) — река в Ростовской области, правый рукав Дона. Длина — 79 км. На Аксае расположены города Новочеркасск и Аксай. Основные притоки: Керчик, Тузлов и Большой Лог (правые).
Отделяется от Дона чуть ниже станицы Мелиховской. Снова соединяется с Доном в 134 км от устья, у города Аксай. Между Доном и Аксаем расположена пойма, являющаяся районом бахчеводства и овощеводства.

## Населённые пункты

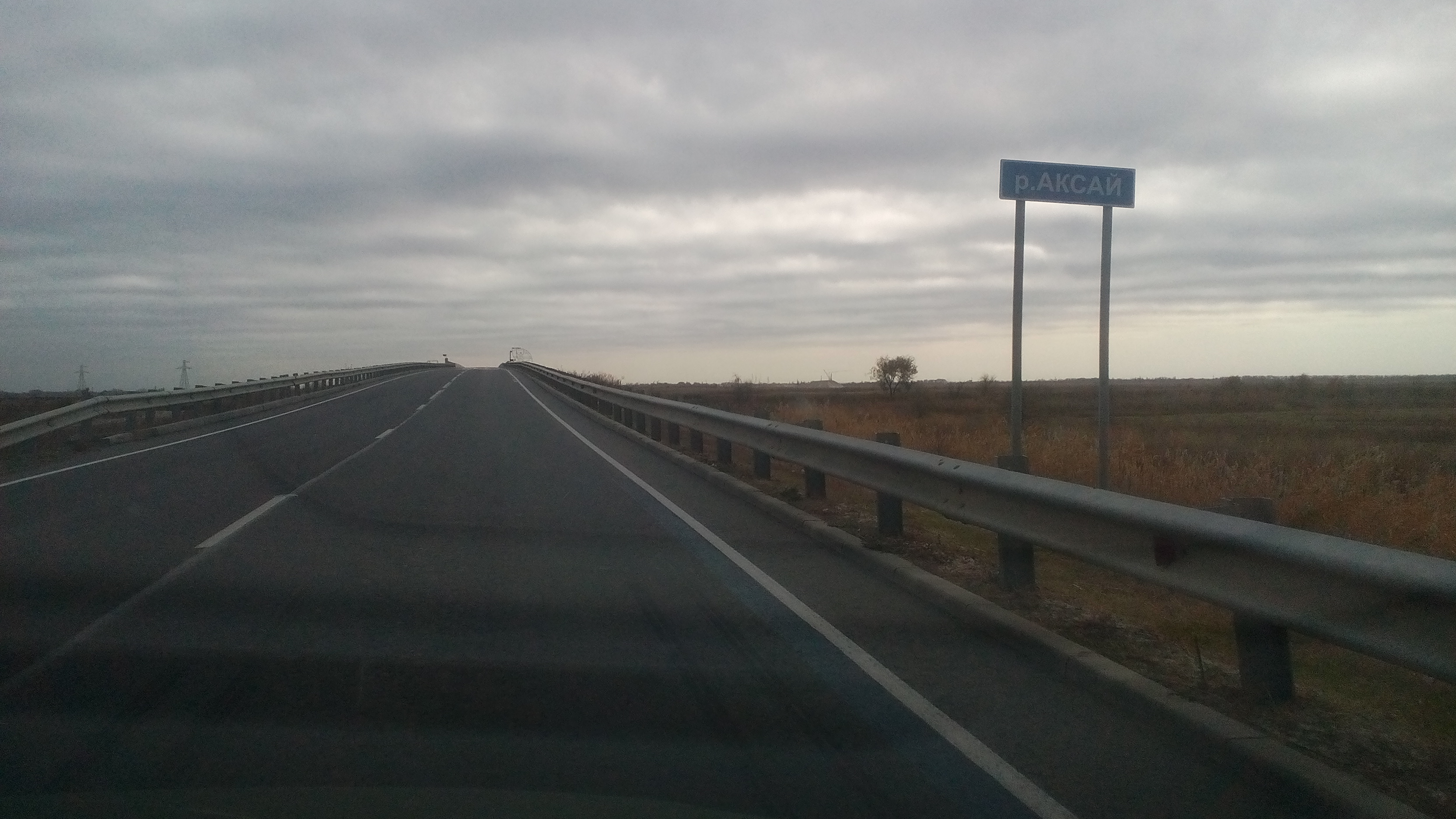
Указатель реки в Ростовской области

- Бессергеневская станица
- Заплавская станица
- Донской микрорайон
- Кривянская станица
- г. Новочеркасск
- хутор Малый Мишкин
- Мишкинская станица
- х. Александровка
- х. Пчеловодный
- г. Аксай

## Данные водного реестра
По данным государственного водного реестра России относится к Донскому бассейновому округу, водохозяйственный участок реки — Дон от впадения реки Северский Донец и до устья, без рек Сал и Маныч, речной подбассейн реки — бассейн притоков Дона ниже впадения Северского Донца. Речной бассейн реки — Дон (российская часть бассейна).
Код объекта в государственном водном реестре — 05010500912107000015959.